# Schizachyrium pachyarthron
Schizachyrium pachyarthron là một loài thực vật có hoa trong họ Hòa thảo. Loài này được C.A.Gardner miêu tả khoa học đầu tiên năm 1952.